# Vence (Alpes Marítimos)
 Vence  (en occitano Vença) es una población y comuna francesa, en la región de Provenza-Alpes-Costa Azul, departamento de Alpes Marítimos, en el distrito de Grasse y el cantón de Vence.

## Miscelánea
Vence es famosa por ser la cuna de artistas, escultores y pintores. El autor inglés D. H. Lawrence falleció en Vence, en marzo de 1930. Sus restos fueron exhumados más tarde y transportados a un rancho en Nuevo México. También la empresaria y bailarina rusa Ida Rubinstein vivió y falleció en Vence. Elise y Célestin Freinet construyeron en Vence entre 1934 y 1935 una escuela experimental de referencia donde aplicaron sus técnicas pedagógicas. 
La localidad tiene una pequeña capilla, sobre la histórica Chapelle du Saint-Marie du Rosaire (1948, terminada en 1951), diseñada y decorada con murales, vidrieras de colores y otros accesorios realizados por Henri Matisse, quien diseñó, además, las casullas para la celebración de las misas según los diferentes tiempos eclesiásticos (Ordinario, Adviento, Cuaresma y Pascua).
Dentro del casco antiguo, se encuentra la catedral, construida en el siglo XV sobre el emplazamiento de un templo romano, que alberga un mosaico realizado por Marc Chagall en 1911 una pared del interior.
Existe una parte de una vieja calzada romana en el pueblo, habilitada para los peatones. Asimismo, Vence es célebre por su agua mineral, que puede obtenerse a través de numerosas fuentes distribuidas por el municipio.  
Vence está hermanada con el pueblo mercantil de Stamford (Lincolnshire) en Reino Unido.

## Demografía
| 2 615                     | 2 657 | 3 020 | 3 045 | 3 165 | 3 156 | 3 101 | 2 974 | 2 733 | 2 710 | 2 755 | 2 828 | 2 770 | 2 761 | 2 903 | 3 103 | 3 043 | 3 124 | 3 208 | 3 498 | 3 090 | 4 192 | 4 876 | 5 495 | 5 685 | 6 278 | 7 874 | 9 420 | 11 385 | 13 119 | 15 330 | 16 982 | 19 479 |
| (Fuente: INSEE y Cassini) |       |       |       |       |       |       |       |       |       |       |       |       |       |       |       |       |       |       |       |       |       |       |       |       |       |       |       |        |        |        |        |        |